# Rufino Tamayo
 (mai 2009).
Si vous disposez d'ouvrages ou d'articles de référence ou si vous connaissez des sites web de qualité traitant du thème abordé ici, merci de compléter l'article en donnant les références utiles à sa vérifiabilité et en les liant à la section « Notes et références ».
Pour les articles homonymes, voir Tamayo.
Rufino Tamayo est un peintre mexicain né le 26 août 1899 à Oaxaca de Juárez au Mexique et mort le 24 juin 1991  à Mexico. Il est considéré comme un des peintres mexicains d'importance majeure du XXe siècle, étant de plus un des premiers artistes latino-américains qui a obtenu une reconnaissance et une diffusion de ses œuvres internationales, au même titre que le groupe des trois (Diego Rivera, David Alfaro Siqueiros et José Clemente Orozco).
De ce fait, il a travaillé avec eux sur certains projets, comme le mouvement muraliste qui s'est étendu sur la période qui comprend les deux guerres mondiales, même si sa peinture a des caractéristiques propres et le distingue des autres artistes du groupe.
Le musée Rufino Tamayo (Museo Tamayo de Arte Contemporáneo), inauguré en 1981 est dédié exclusivement à l'art contemporain et n'expose pas ses œuvres de manière régulière.
Après sa mort en 1991, a été créé à Oaxaca un musée portant son nom, regroupant certaines de ses œuvres ainsi que des objets précolombiens notables.

## Biographie
Tamayo est né le 25 août 1899 dans le centre historique de Oaxaca, à la Posada don Mario, situé au no 219 de la rue de Cosijopí, près de l'ex-couvent de Santo Domingo. Il est le fils de Manuel Ignacio de Jesús Arellanes Saavedra, marchand de chaussures dans la ville de Oaxaca et Florentina Tamayo Navarro, couturière originaire de Tlaxiaco. Sa famille est mestiza (métisse) d'ascendance partiellement zapotèque mais de langue espagnole et non indigène,. Ses parents se séparent en 1904, ce qui entraîne un changement de mode de vie pour Rufino, qui réside avec sa mère ; se considérant abandonné par son père, Rufino s'attache à son grand-père maternel, Sebastián Tamayo, jusqu'à sa mort en 1909 ; en 1911, sa mère décède également, succombant à la tuberculose. Sa tante Amalia recueille Rufino et ils s'installent à Mexico.
Bien qu'il ait commencé à peindre à l'âge de onze ans, son éducation académique débute en 1917 quand il intègre l'Académie des beaux-arts de San Carlos. Mais son caractère bohème et rebelle le poussent à abandonner rapidement l'éducation formelle. Il commence à étudier l'art populaire mexicain et à parcourir tous les chemins de l'art contemporain. Comme d'autres artistes, Tamayo partage sa vocation artistique avec des métiers administratifs et d'enseignement. Il s'est dédié aussi à l'éducation. En 1921, il obtient sa titularisation au Département de dessin ethnographique du musée national d'archéologie. Les œuvres précolombiennes du musée seront pour lui une source d'inspiration.
Il expose ses œuvres relativement rapidement, réalisant sa première exposition en avril 1926 à Mexico. Cette exposition lui donne la reconnaissance qui lui permet d'exposer six mois plus tard à la Weyhe Gallery (en) de New York. Il alimente volontairement l'engouement du public américain pour les stéréotypes de la culture mexicaine, considérée comme primitive et pure. Le directeur de l'exposition, Carl Zigrosser, présente son œuvre comme « possédant peu d'influence européenne, et issue presque entièrement de sources indiennes et mexicaines ».
En 1928, une fois revenu de New York, il exerce comme professeur à l’École nationale des beaux-arts et en 1932, il est nommé directeur du département des arts plastiques du secrétariat de l’Éducation publique.
En 1933, il honore sa première commande d'œuvres murales pour l'École nationale de musique. Il y rencontre une étudiante pianiste, Olga Flores Rivas, qu'il épouse en 1934.
Rufino et Olga s'installe en 1937 à New York où il vivront jusqu'en 1949. À partir de 1938, le peintre enseigne à la Dalton School. La période new-yorkaise provoque une grande évolution dans son processus artistique. Il termine sa formation, délaissant peu à peu son intérêt pour l'art européen pour commencer une nouvelle étape, plus originale et pendant laquelle il explore une forme personnelle de l'univers pictural. Durant cette période artistique, il définit son langage plastique qui se caractérise par la rigueur esthétique, la perfection de la technique et une capacité de transfigurer de forme imaginative les objets s'inspirant de la culture préhispanique et du symbolisme de l'art précolombien.
En 1933, il crée sa première réalisation murale à la suite d'une commande du Conservatoire National de Mexico. Dans cette œuvre, il met en valeur sa rupture avec les présupposés esthétiques des œuvres des autres muralistes.
Malgré l'importance et la reconnaissance de ses œuvres murales, Tamayo est avant tout un peintre de chevalet, un de ses thèmes préférés étant la nature morte avec des représentations d'objets, de fruits exotiques et aussi figures et personnages pittoresques, utilisant une transmutation formelle, avec un symbolisme expérimental issu de racines intellectuelles et esthétiques. On peut citer Hippy en blanc (1972) exposé au musée d'art moderne ou Deux femmes (1981) au musée Rufino Tamayo.
En 1936, il voyage en qualité de délégué du Congrès international des artistes situé à New York, recevant son premier hommage qui lui a valu la nomination comme professeur de peinture à l’École Dalton.
En 1941, il peint une des œuvres qui lui a apporté le plus de célébrité, son tableau Animaux. Durant les années 1940 et 1941, sa création est marquée par une exigeante synthèse qui montre l'influence de Picasso.
En 1943, Tamayo réalise une œuvre qui peut être considérée comme complètement abstraite, La Nature et l'artiste, qui peut s'observer au Smith College de Northampton (Massachusetts).
La seconde guerre mondiale et le lancement des bombes nucléaires sur Nagasaki et Hiroshima changent de façon radicale sa perception artistique, donnant lieu à des atmosphères telluriques dans beaucoup de ses tableaux. Le début des recherches spatiales influence aussi son esprit et sa créativité en entraînant un rapprochement sur le plan plastique avec l'Univers. Sa célébrité augmente et à cette époque, ses œuvres sont exposées à côté de celles de Balthus, Chagall, Matisse, Miró et Picasso.
De 1949 à la fin des années 1950, il réside à Paris. En 1950, à la suite de sa participation à la XXVe Biennale de Venise, il atteint une renommée mondiale et il est considéré comme un artiste important du XXIe siècle. Durant cette période, il crée des tableaux semi-abstraits.
Sa réussite internationale se consolide au début de la décennie des années 1950, à la Biennale de Venise où est présente une salle Tamayo, puis quand il obtient le premier prix de la Biennale de São Paulo (1953) avec le Français Alfred Manessier.
C'est à partir de ce moment que commence l'étape la plus productive de sa vie artistique. Simultanément, il commence à réaliser des fresques, au Mexique (Palais des Beaux Arts de la capitale en 1952) et dans d'autres pays. On lui doit le texte du catalogue d'exposition à la GAM (Galeria de Arte Mexicano) de Mexico de son amie Karin van Leyden, elle aussi peintre de fresques murales.

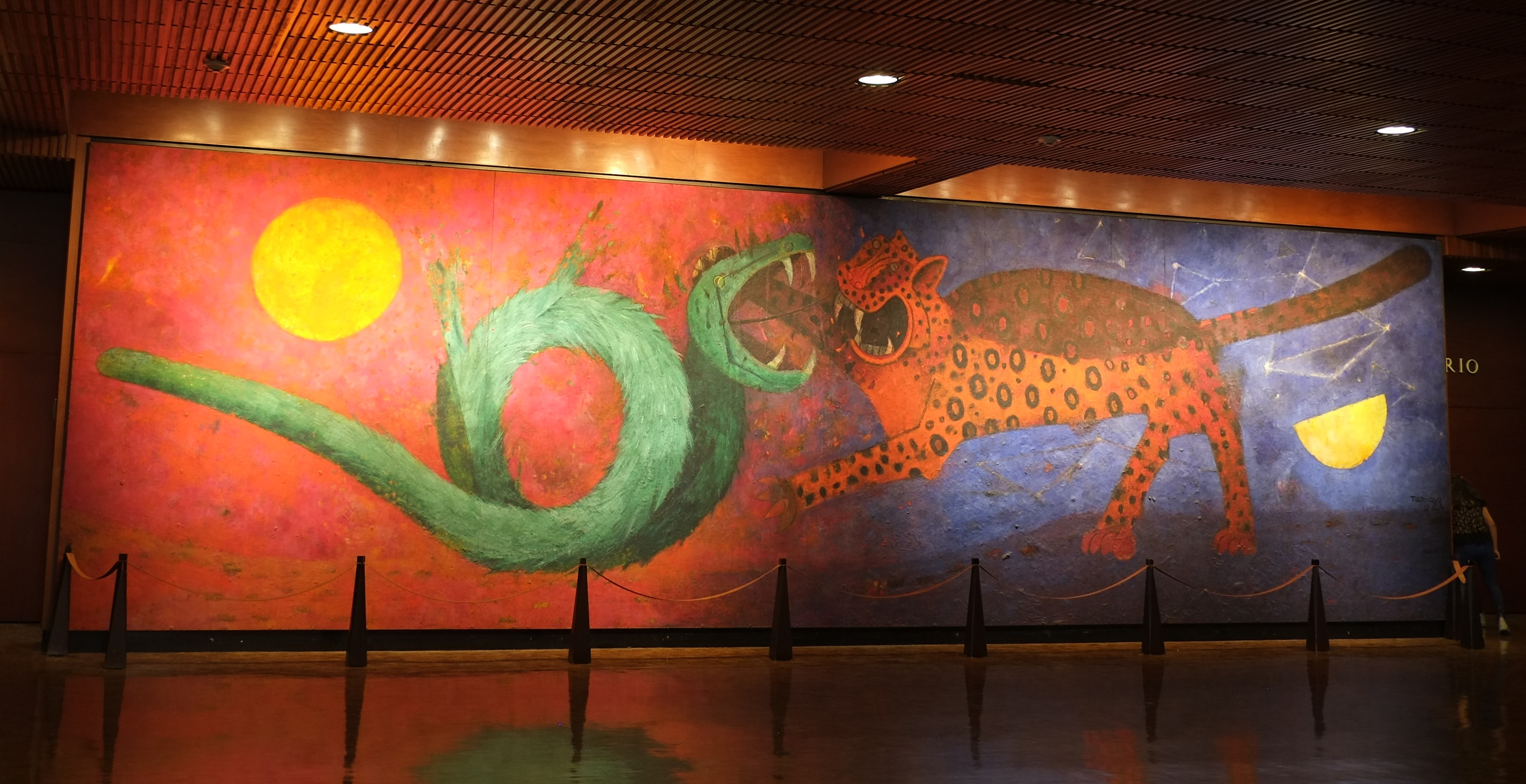
Dualité (1964), musée national d'anthropologie de Mexico.

Parmi les œuvres murales qu'il réalise, il est possible de distinguer plusieurs : en 1953, il crée L'Homme pour le musée de Dallas des arts cinématographiques ; América (1956) à Houston aux États-Unis, peut être son œuvre murale de plus grande envergure ; en 1957, pour la bibliothèque de l'université de Puerto Rico, Prométhée ; en 1958, il réalise une fresque monumentale pour le palais de l'Unesco à Paris. En 1963, il crée deux œuvres murales pour décorer la coque du paquebot Shalom : Israël hier et Israël aujourd'hui. En 1964, il réalise l’œuvre murale Dualité pour le musée national d'anthropologie et d'histoire de Mexico, symbolisant la lutte entre le jour (le serpent à plumes) et la nuit (le jaguar). Ses derniers travaux datent de 1967 et 1968, quand sur commande gouvernementale, il réalise les fresques pour les pavillons de Mexico à l'exposition de Montréal et à la Feria internationale de San Antonio (Texas).
Sa reconnaissance internationale se concrétise par l'attribution de prix, de nominations à des postes d'organismes artistiques du monde entier. En 1957, il reçoit la Légion d'honneur en France. En 1959, il est nommé membre correspondant de l'Académie des arts de Buenos Aires et en 1961, il est élu pour intégrer à l'Académie des arts et des lettres des États-Unis.
En 1964, il reçoit le prix national des Arts.
Son succès dû à ses prix et à ses expositions sur tout le territoire nord-américain entraîne une hausse de sa cote artistique.
De retour au Mexique à partir de 1970, une nouvelle étape intervient marquée par la maturité de ses œuvres.
Il a été désigné docteur honoris causa par l'université de Manille en 1974, par l'université nationale autonome du Mexique en 1978, par l'université de Berkeley en 1982, par l'université du Sud de la Californie en 1985, par l'université de Veracruzana en 1991. En 1985, il reçoit la Médaille d'or du mérite des beaux-arts par le Ministère de l'Éducation, de la Culture et des Sports.
À la suite d'une bronchopneumonie, il est accueilli à l'Institut national de nutrition à Mexico où il subit un infarctus. Il décède le 24 juin 1991. Ses restes ont été incinérés et après la mort de son épouse en 1994, les cendres du couple ont été placées dans une niche du musée Tamayo d'art contemporain.

## Tendances
Le travail de Rufino Tamayo se caractérise par une volonté d'intégrer sur le plan plastique de l’héritage précolombien autochtone, l'expérimentation et les nouvelles tendances picturales qui ont révolutionné les courants artistiques européens au début du siècle. Son intérêt pour ce qui est arrivé en Europe sur le plan artistique marque une différence dans son travail et un style personnel par rapport au noyau fondamental des muralistes. Ces derniers ont préféré maintenir une indépendance esthétique absolue par rapport aux tendances européennes et ont puisé leurs sources d'inspiration dans l’héritage pictural précolombien ou indigène.
Il s'est séparé aussi du mouvement muraliste pour son manque de motivation idéologique et révolutionnaire et pour avoir un accent marqué formel et abstrait du thème indien.

## Reconnaissances
Tamayo est considéré comme un des principaux artistes de l'histoire du Mexique de l'envergure de Diego Rivera et Jose Clemente Orozco même si son œuvre ne possède pas une approche aussi politique que la leur.
En plus des honneurs universitaires, Tamayo a reçu de multiples prix et des décorations dont : 
- 2e prix de l'Exposition internationale de Pittsburgh (1952)
- Grand Prix de Peinture de la IIe Biennale de Saõ Paulo (1953)
- Prix national des Sciences y des Arts dans les Beaux Arts de México (1964)
- Prix Colouste Gulbenkian de l'Institut des arts de París (1969)
- Officier de l'ordre de la Légion d'honneur de France (1970)
- Commandeur de la République italienne (1971)
- Désignation de Fils Préféré par le gouvernement d'Oaxaca (1972)
- Docteur Honoris Causa pour les universités de Manille, en 1974 et la Nationale Autonome de México, en 1979
- Coupe d'Or de Florence (1975)
- Médaille Albert Einstein de l'Institut Technion d’Israël (1983)
- Médaille d'or du mérite des beaux-arts par le Ministère de l'Éducation, de la Culture et des Sports espagnol (1985)
- Grand officier de l'ordre du Mérite de la République italienne (1987)
- Médaille Belisario Domínguez du Sénat de la République (1988)
- Membre honoraire du Collège National le 21 mai 1991

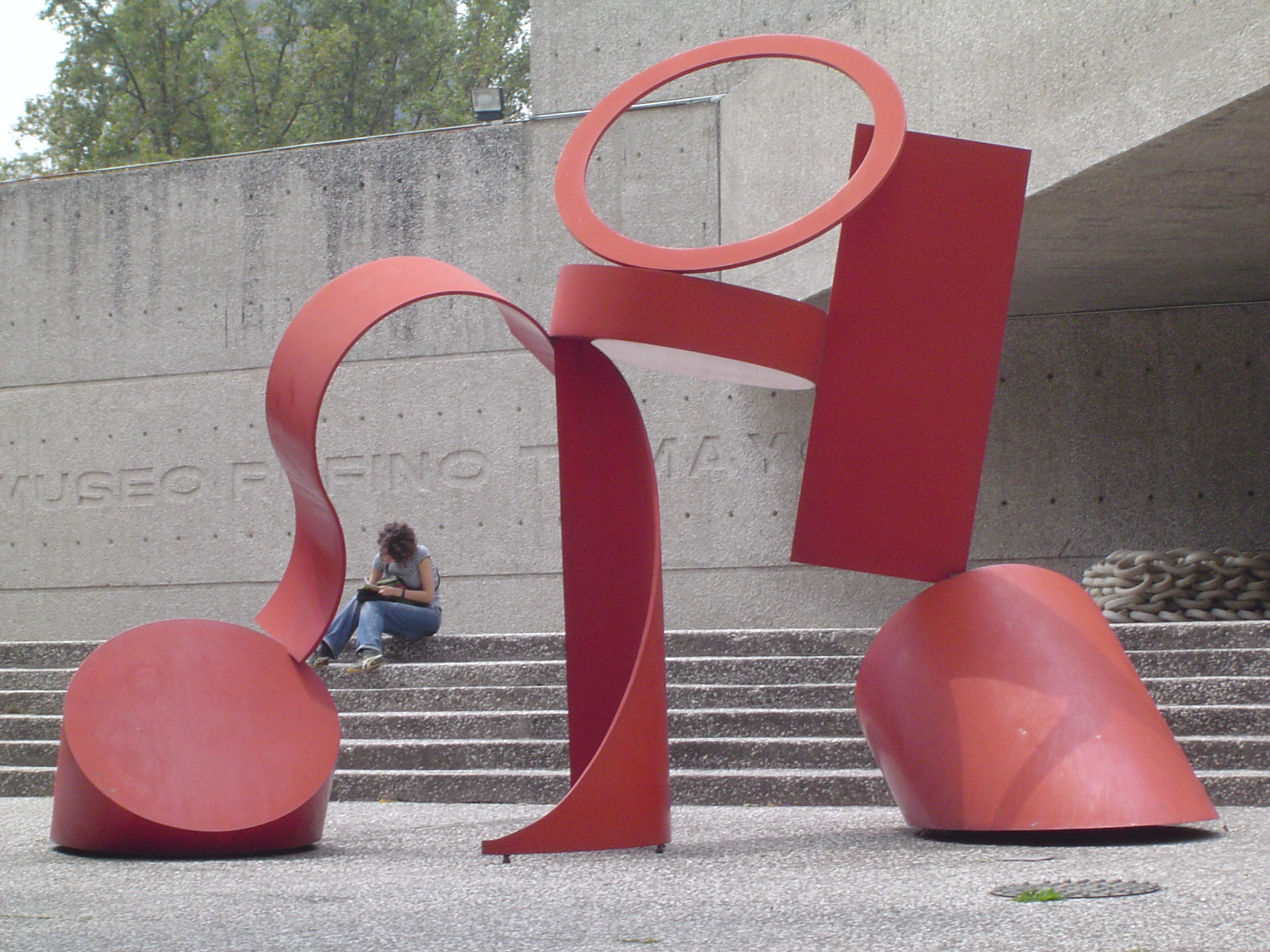
Musée Tamayo à Mexico.

## Œuvres
- Claustrofobia (1954), vendue 969 950 € en juin 2004.
- Trois personnages est une œuvre majeure peinte en 1970 et qui avait été volée en 1987 à un couple de particuliers au Texas. Elle a été miraculeusement retrouvée en 2003 par une New-Yorkaise au milieu des sacs-poubelles. Vendue par ses propriétaires pour plus d'un million de dollars en novembre 2007 chez Sotheby's, celle qui a redécouvert l'œuvre a reçu une récompense de 15 000 dollars[5].
- Autoretrato (Autoportrait) - Huile sur toile 178 × 127 cm - 1967 - Musée d'art moderne de Mexico.